# Hans Ruoff
Hans Ruoff (* 14. September 1893 in Moskau; † 1986 in München) war ein deutscher Schriftsteller, Herausgeber, Literaturkritiker und Übersetzer, der in München wirkte.
Ruoff wohnte 1931 in Nymphenburg.

## Werk (Auswahl)
Übersetzungen aus dem Russischen
- 1921 Georgi Tschitscherin: Skizzen aus der Geschichte der Jugend-Internationale. Verlag Junge Garde Berlin
- 1922 Leo Trotzki: Meine Flucht aus Sibirien. Verlag der Jugend-Internationale Berlin-Schöneberg
- 1923 Georgi Kreskentjewitsch Lukomski[3]: Zarskoje Selo. Eine Geschichte der Zarenschlösser, der Gartenpavillons und Gärten. Orchis-Verlag München
- 1923 Wegbereiter des Kommunismus. 12 Persönlichkeiten aus der Geschichte des Kommunismus. Mit einem Vorwort von Hermann Duncker. Verlag der Jugendinternationale, Berlin-Schöneberg
- 1924 zusammen mit Alexander Eliasberg: Dmitri Mereschkowski: Tutench-amon auf Kreta. Allgemeine Verlagsanstalt München
- 1925 Lidija Seifullina: Wirinea. Malik-Verlag Berlin[4]
- 1926 Leo Schestow: Potestas Clavium oder die Schlüsselgewalt. Verlag der Nietzsche-Gesellschaft München
- 1926 Iwan Schmeljow: Der niegeleerte Kelch. S. Fischer Verlag Berlin
- 1927 Ilja Ehrenburg: Michail Lykow. Malik-Verlag Berlin (Navarre, Paris 1925: Der Raffer anderer Übersetzer)
- 1928 zusammen mit Selma Ruoff (geb. 1887) und Konrad Rubner: Georgi Morosow: Die Lehre vom Walde. Neumann Radebeul
- 1929 Ilja Ehrenburg: Die Verschwörung der Gleichen. Das Leben des Gracchus Babeuf. Malik-Verlag Berlin
- 1929 Ilja Ehrenburg: Visum der Zeit. List-Verlag Leipzig
- 1929 zusammen mit Reinhold von Walter: Leo Schestow: Auf Hiobs Wage. Über die Quellen der ewigen Wahrheiten. Franz Schneider Verlag Berlin
- 1930 Wladimir Jabotinsky: Philister über dir, Simson! Roman.  E. Lichtenstein Weimar
- 1930 Ilja Ehrenburg: Das Leben der Autos. Malik-Verlag Berlin
- 1931 Ilja Ehrenburg: Die heiligsten Güter. Roman der großen Interessen: Malik-Verlag Berlin
- 1938 Leo Schestow: Athen und Jerusalem. Versuch einer religiösen Philosophie. Schmidt-Dengler Graz
- 1947 Ilja Ehrenburg: Der Fall von Paris. Aufbau-Verlag Berlin
- 1947 Nikolai Leskow: Der versiegelte Engel. Piper München
- 1948 Galina N. Kusnezowa[5]. Übersetzerin: Marga Stepun[6]: Weißer Mohn. Ehrenwirth München (Hans Ruoff übertrug die Erzählung Der Springbrunnen der Tränen)
- 1949 Leo Schestow: Kierkegaard und die Existenzphilosophie. Die Stimme eines Rufenden in der Wüste. Schmidt-Dengler Graz
- 1950 Maxim Gorki: Pawel, der arme Teufel. Erzählungen. Goldmann München
- 1953 Maxim Gorki: Klim Samgin. Roman. Bd.1 Aufbau-Verlag Berlin (Bde. 2–4 ebenda 1953 bis 1957)
- 1954 Nikolai Gogol: Die Nase. Piper München
- 1956 Nikolai Leskow: Seliwan der Waldschreck. Erzählung. Piper München
- 1957 Fjodor Dostojewski: Arme Leute. Aufbau-Verlag Berlin
- 1958 (Ausgabe 2001 zusammen mit Richard Hoffmann): Fjodor Dostojewski: Die Brüder Karamasow. Winkler München
- 1958 Olga Forsch: Lebendig begraben. Roman. Kultur und Fortschritt Berlin
- 1962 Leonid Leonow: Aufzeichnungen eines Kleinstädters. Ellermann Hamburg
- 1965 Nikolai Gogol. Sein Vermächtnis in Briefen. Ellermann München
- 1982 zusammen mit Richard Hoffmann: Fjodor Dostojewski: Ein russischer Mönch. Leben und Lehren des Starez Sossima. Herder Freiburg[7]
- 1982 Maxim Gorki: Klim Samgin. 40 Jahre. Mit Anmerkungen versehen von Eva Kosing. Mit einem Nachwort von Helene Imendörffer. Deutscher Taschenbuch-Verlag München

Herausgeber
- 1963 Leo Schestow: Spekulation und Offenbarung. Essays und kritische Betrachtungen. Ellermann Hamburg und München